# Canadian Assault
Canadian Assault er en ep fra det britiske NWOBHM-band Venom, udgivet i 1984. Det er bandets første ep, og ligeledes forløbet for en række "Assault"-ep'er som udkom specielt året efter, i 1985.

## Spor
1. "Die Hard" (live) – 03:24
2. "Welcome To Hell" (live) – 02:52
3. "In Nomine Satanas" (live) – 05:35
4. "Warhead" – 03:20
5. "Woman" – 02:55
6. "Seven Gates Of Hell" – 05:37